# Saint-Martin-de-l'Arçon
Saint-Martin-de-l'Arçon é uma comuna francesa na região administrativa de Occitânia, no departamento de Hérault. Estende-se por uma área de 4,22 km². Em 2010 a comuna tinha 146 habitantes (densidade: 34,6 hab./km²).